# Регге
Регге (нидерл. Regge) — река в Нидерландах. Приток реки Фехте.
Протекает в нидерландской провинции Оверэйссел, севернее канала Твенте. Её истоки находятся около местечка Гоор в коммуне Хоф-ван-Твенте. Оттуда Регге течёт в северном направлении через Рейссен-Холтен, Нийвердал и Хеллендорн; близ города Оммен она впадает в Фехте, которая, в свою очередь, течёт к Северному морю.
Современная длина Регге — 47 км. До спрямления русла длина реки составляла примерно от 58 км (около 1850 года) до 61 км (около 1900 года).